# Match de football Argentine – Allemagne (2010)
Pour les articles homonymes, voir Match de football Allemagne – Argentine.
Le match de football Argentine – Allemagne (allemand : Fußball-WM-Viertelfinale Argentinien – Deutschland 2010 ; espagnol : Cuartos de final Argentina - Alemania) a lieu le 3 juillet 2010 au Cape Town Stadium au Cap, en Afrique du Sud. Il s'agit du troisième quars de finale de la Coupe du monde 2010.
L'Allemagne et l'Argentine, deux équipes historiques de la Coupe du monde, se distinguent par leur nombre de titres. En Afrique du Sud, les performances des deux équipes ont séduit les spectateurs, tant par leur jeu que par leurs résultats. La Mannschaft termine première du groupe D. En huitièmes de finale, elle affronte l'Angleterre, et l'emporte 4 à 1, malgré un but anglais injustement refusé. De son côté, l'Argentine entame brillamment le tournoi en remportant tous ses matchs du groupe B, et bat facilement le Mexique en huitièmes de finale.
Avant le match, des déclarations provocantes ont fusé des deux côtés. Du côté de l'Argentine, c'est l'entraîneur et joueur emblématique Diego Maradona qui a lancé les hostilités en évoquant la victoire en finale de 1986 contre l'Allemagne de l'Ouest, ainsi que la défaite en finale de 1990 toujours face à l'Allemagne de l'Ouest. Du côté allemand, Bastian Schweinsteiger a répondu aux Argentins en faisant référence au dernier match entre les deux équipes en 2006, qualifiant les Argentins de personnes provocantes.
Comme en 2006, l'Allemagne et l'Argentine se sont à nouveau affrontées au stade des quarts de finale. Contrairement à la fois précédente où le match s'était terminé aux tirs au but dans un match assez serré, cette fois-ci une équipe a clairement dominé son adversaire. L'Allemagne ouvre le score dès la 3e minute grâce à Thomas Müller. En seconde période, Miroslav Klose  double la mise (2-0, 68e) et Arne Friedrich  marque le troisième but pour l'Allemagne à la 74e minute. Klose inscrit le quatrième et dernier but, réalisant ainsi un doublé (89e). À ce moment-là, Klose est devenu le deuxième meilleur buteur de l'histoire de la Coupe du monde avec 14 buts. La star argentine Lionel Messi quitte le tournoi sans avoir marqué le moindre but.
Après le match, les médias argentins évoquent l'humiliation face au rival historique allemand, ainsi que les mauvais choix tactiques de Diego Maradona. En Allemagne, la presse se réjouit du jeu proposé par la Mannschaft et du réalisme devant la cage de Sergio Romero. Au niveau international, la plupart des titres des journaux évoquent une débâcle historique de l'Argentine. Il s'agit d'ailleurs, à ce jour, de la plus large défaite de l'Argentine en phase d'élimination directe d'une Coupe du monde.
Après la rencontre, l'Allemagne perd en demi-finale contre l'Espagne (future championne du monde), mais remporte la troisième place en battant l'Uruguay. Malgré un léger échec, Joachim Löw se voit accorder une prolongation de contrat par la fédération allemande. En Argentine, à l'inverse une guerre médiatique et administrative éclate au sein de la fédération argentine de football, en particulier entre le président Julio Grondona et Diego Maradona. Il a fallu l'intervention des plus hautes instances en pour calmer la situation, mais en conséquence, Diego Maradona ne sera pas reconduit, et ce match sera son dernier en tant qu'entraîneur national.

## Contexte: Une rivalité historique
L'Allemagne et l'Argentine jouissent d'un prestige indéniable sur la scène footballistique en raison de leur histoire et de leur palmarès respectifs. Les deux pays se distinguent par leur longue tradition dans le monde du football. L'Association du football argentin est la plus ancienne fédération du continent américain et la huitième dans le monde, témoignant du rôle pionnier de l'Argentine dans l'organisation du football en Amérique. En 1912, l'Argentine est également devenue le premier pays du continent à rejoindre la FIFA, l'instance dirigeante de ce sport à l'échelle mondiale. Quant à l'Allemagne, la fédération allemande (Deutscher Fußball-Bund) a été officiellement créée à Leipzig le 28 janvier 1900,.
Ces deux pays sont les équipes les plus titrées dans leur continent respectif : l'Argentine est 15 fois championne d'Amérique du Sud, à égalité avec l'Uruguay, tandis que l'Allemagne est 3 fois championne d'Europe, à égalité avec l'Espagne. Au niveau individuel, l'Argentine et l'Allemagne détiennent le record du nombre de Ballons d'Or dans leur histoire, avec respectivement 8 pour l'Argentine et 7 pour l'Allemagne.
Les deux équipes se sont rencontrées pour la première fois lors de la Coupe du monde 1958 en Suède, où l'Allemagne de l'Ouest, championne du monde en titre, a gagné le match 3-1. Au fil de l'histoire, les deux pays se sont affrontés à plusieurs reprises, en particulier lors de la Coupe du monde, créant ainsi une rivalité entre Allemands et Argentins. Les matchs les plus marquants entre la Mannschaft et l'Albiceleste sont les deux finales en 1986, où l'Argentine, emmenée par un grand Diego Maradona, a battu l'Allemagne de l'Ouest 3-2, et quatre ans plus tard en 1990 en Italie, où l'Allemagne de l'Ouest a remporté sa troisième Coupe du monde. Avant la Coupe du monde 2010, les Allemands et les Argentins se sont affrontés 5 fois en Coupe du monde, avec une nette domination allemande (3 victoires, 1 match nul et 1 défaite). En prenant en compte l'ensemble des confrontations, y compris les matchs amicaux, l'Argentine a affronté l'Allemagne 18 fois, avec des résultats plutôt en faveur de l'Albiceleste cette fois-ci,

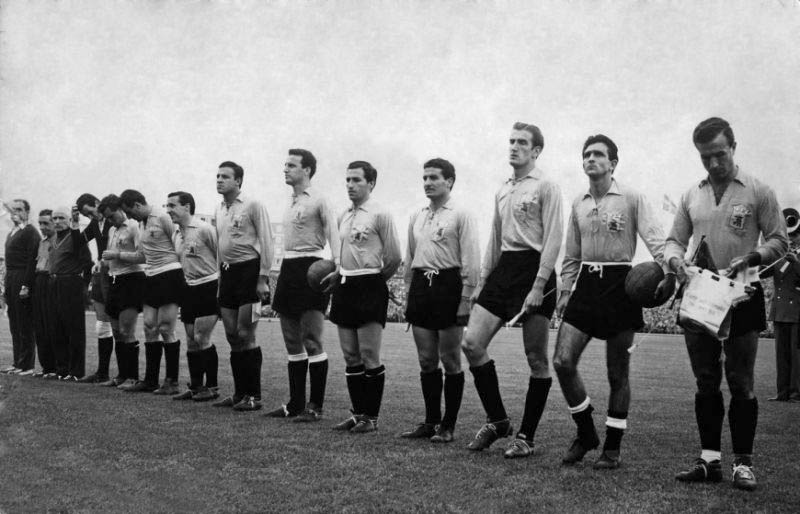
Argentine 1958
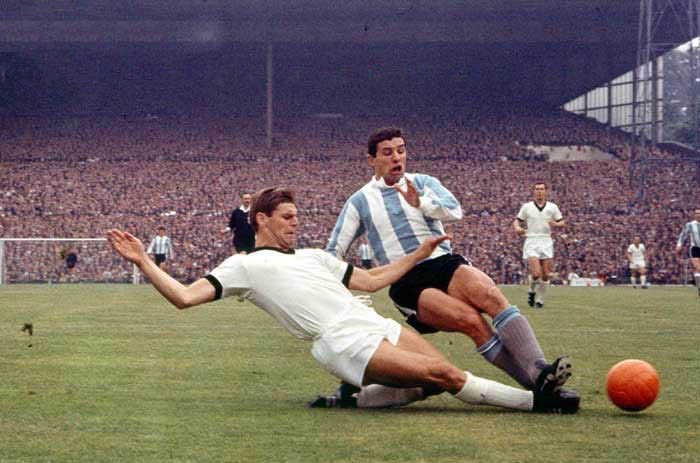
Allemagne-Argentine 1966
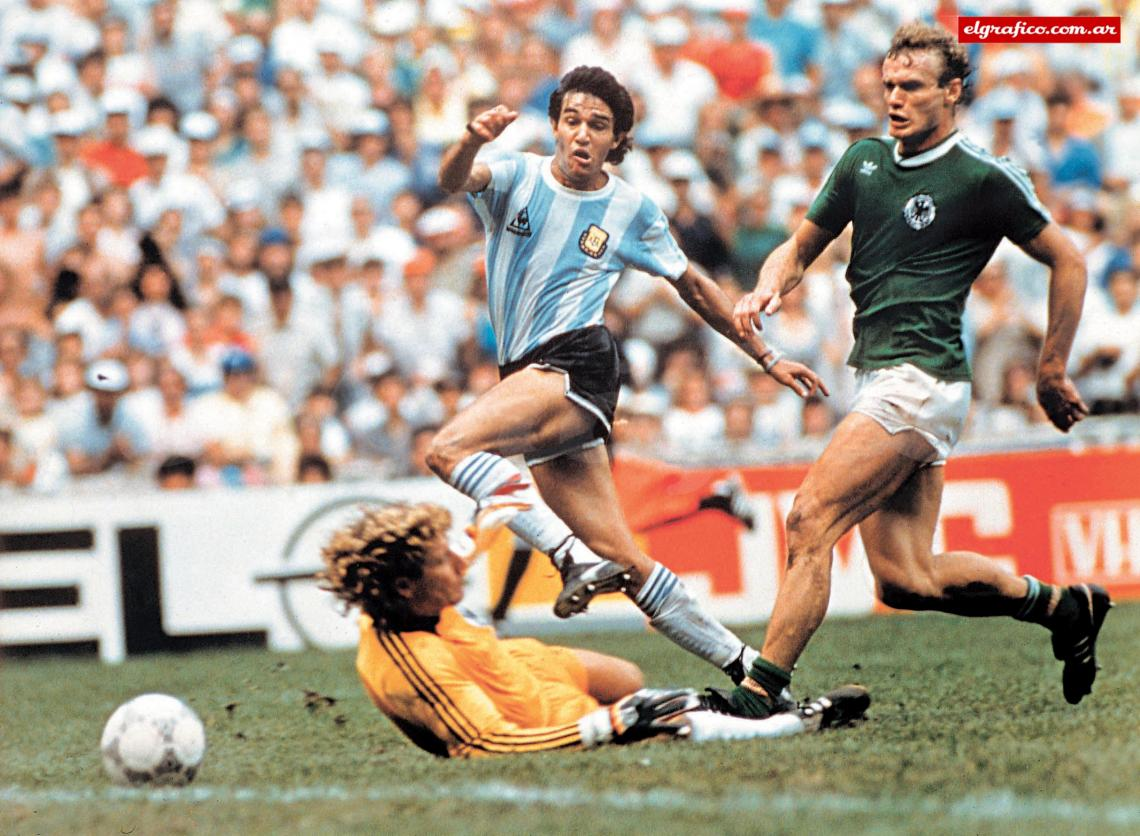
Argentine-Allemagne 1986
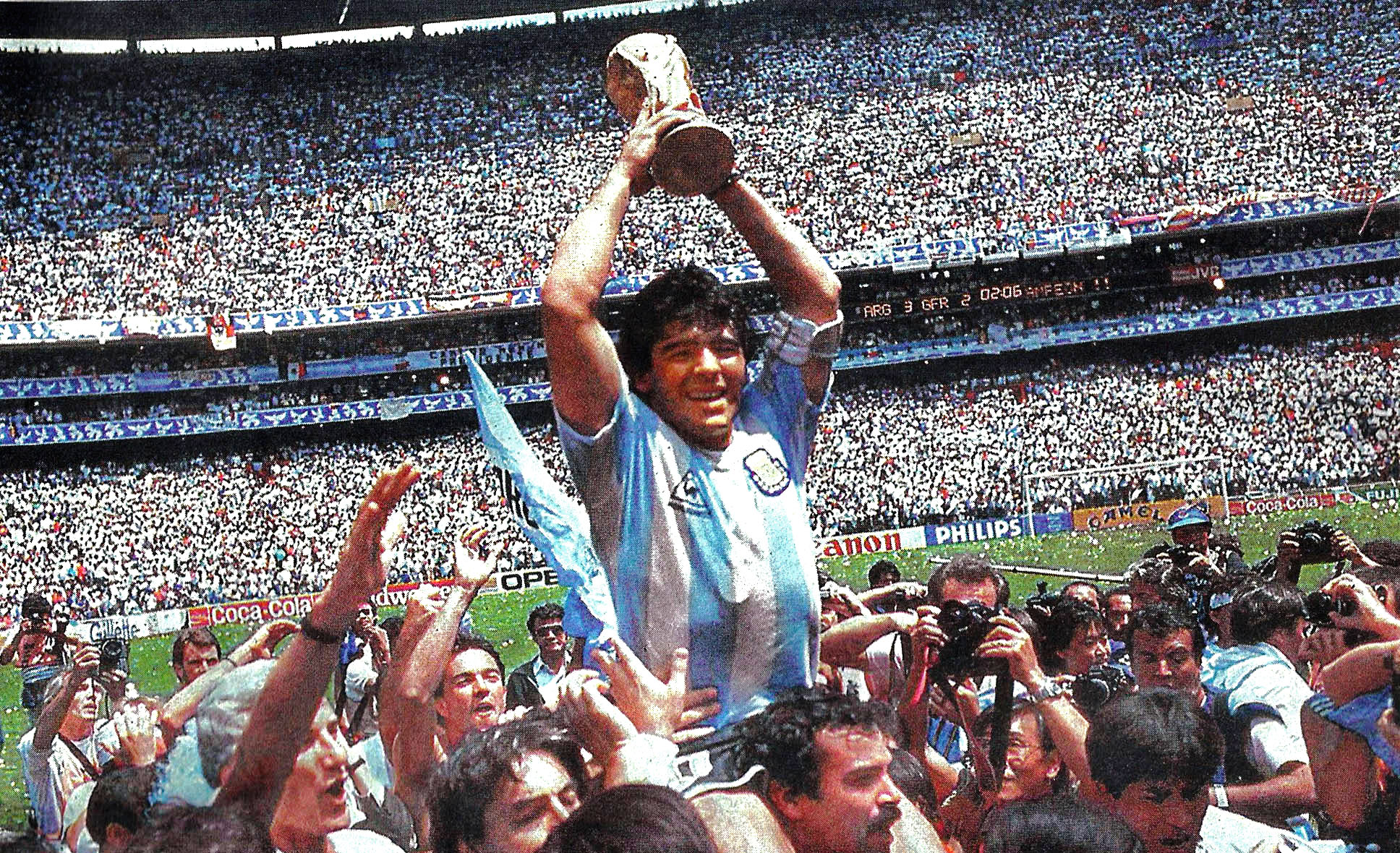
Diego Maradona portant la Coupe du monde

## Coupe du Monde 2010
Pour un article plus général, voir Coupe du monde de football 2010.
La Coupe du monde de football 2010 est la dix-neuvième édition de la Coupe du monde de football. Elle s’est déroulée du 11 juin au 11 juillet 2010 en Afrique du Sud et est remportée par l’Espagne.
Il s’agit de la première phase finale de Coupe du monde se disputant sur le sol africain. Le pays organisateur a été choisi en mai 2004. D’août 2007 à novembre 2009, les sélections de 203 pays ou entités politiques participent à une phase de qualification, dans le but de désigner les 31 équipes disputant le tournoi final en compagnie de l’Afrique du Sud, qualifiée d’office en tant que pays organisateur.
Cette Coupe du monde est le théâtre de nombreuses premières, notamment l’élimination dès le premier tour des deux finalistes de l’édition précédente, l’Italie et la France. De plus, l’Afrique du Sud devient le premier pays organisateur de la Coupe du monde à ne pas réussir à passer le premier tour. La France fait par ailleurs la une de la presse mondiale en raison d'une grève de ses joueurs qui marquera son histoire.

### Parcours des Allemands
| T | Équipe    | Pts | J | G | N | P | BP | BC | Diff |
| 1 | Allemagne | 6   | 3 | 2 | 0 | 1 | 5  | 1  | +4   |
| 2 | Ghana     | 4   | 3 | 1 | 1 | 1 | 2  | 2  | 0    |
| 3 | Australie | 4   | 3 | 1 | 1 | 1 | 3  | 6  | -3   |
| 4 | Serbie    | 3   | 3 | 1 | 0 | 2 | 2  | 3  | -1   |

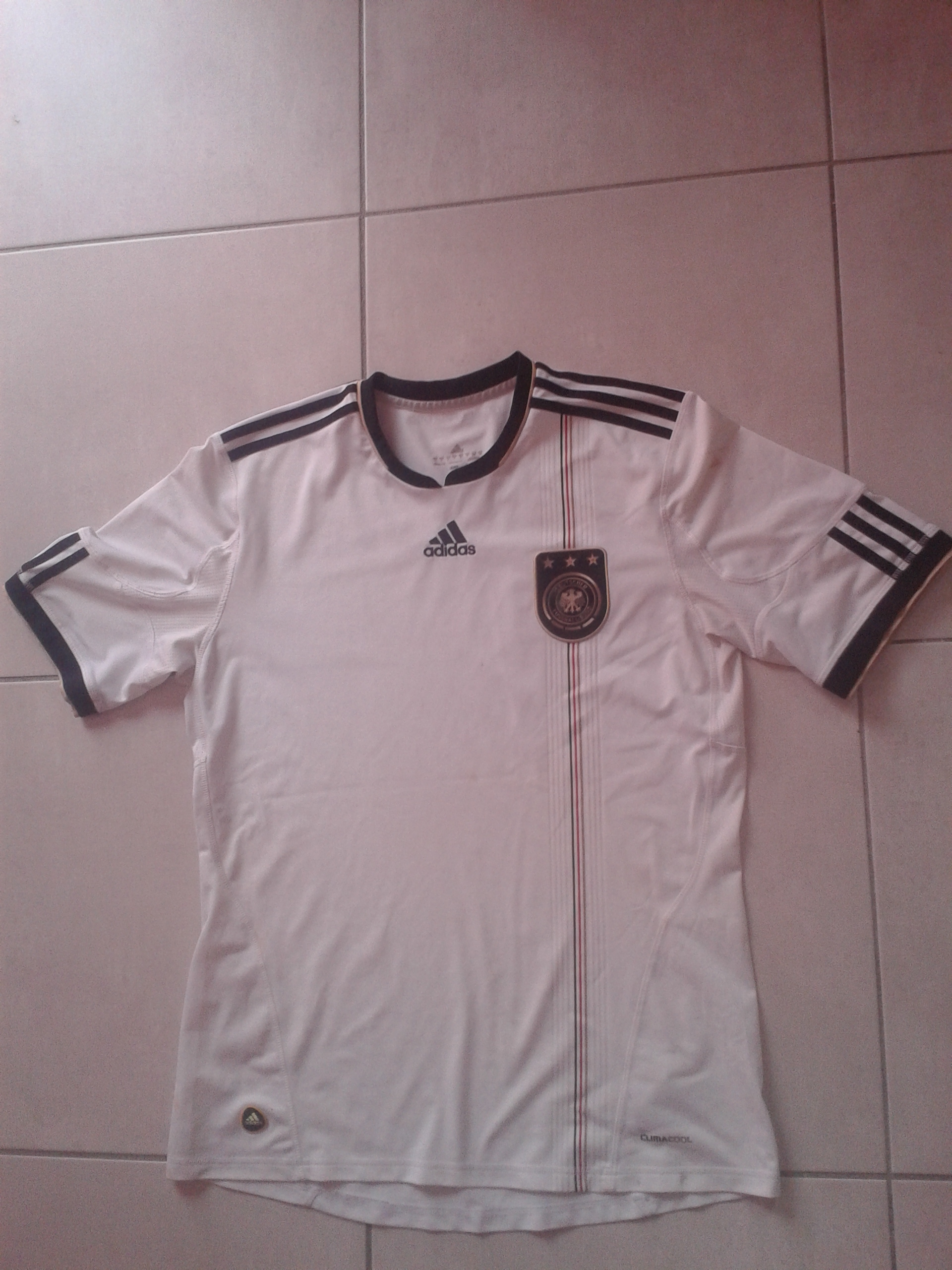
Maillot de l'Allemagne

L'Allemagne entame son parcours africain par les éliminatoires de la Coupe du monde 2010, zone Europe. Après le tirage au sort qui s'est déroulé le 25 novembre 2007 à Durban, en Afrique du Sud, la Mannschaft, qui était dans le premier chapeau se retrouve dans le groupe 4, avec la Russie, la Finlande, le pays de Galles, l'Azerbaïdjan et le Liechtenstein. Elle termine en tête de son groupe en remportant 8 matchs sur 10 et en ne concédant que 2 matchs nuls face à la Finlande, à l'aller comme au retour. Pour la 17e fois de son histoire (la 15e consécutive), l'Allemagne participe à une Coupe du monde,.
Avant de se rendre en Afrique du Sud, l'Allemagne dispute quelques matchs amicaux, notamment contre l'Argentine en mars 2010, où l'Albiceleste l'a emporté sur le score de 1 à 0. Une fois arrivée sur le sol africain, l'équipe allemande séjourne à l'hôtel Velmore Estate, situé dans la petite ville de Centurion,. Composée de 23 joueurs, dont la plupart avaient participé à la Coupe du monde 2006 en Allemagne, la Mannschaft a été placée dans le groupe D après le tirage au sort, aux côtés de la Serbie, du Ghana et de l'Australie.
| Match               | Adversaire | Lieu                       | Score |
| Groupe D, J1        | Australie  | Stade Moses-Mabhida        | 4-0   |
| Groupe D, J2        | Serbie     | Nelson Mandela Bay Stadium | 0-1   |
| Groupe D, J3        | Ghana      | Soccer City                | 1-0   |
| Huitièmes de finale | Angleterre | Free State Stadium         | 4-1   |

Le 13 juin 2010, l'équipe allemande commence sa campagne mondiale en affrontant les Australiens. Le match est à sens unique, la Mannschaft s'impose facilement sur le score de 4-0 avec un but de Lukas Podolski à la 8e minute, ce qui lui vaudra d'être élu homme du match,. Lors de son deuxième match, l'Allemagne affronte la Serbie le 18 juin 2010 au Nelson Mandela Bay Stadium. Bien que largement dominé par les Allemands, la Serbie parvient à ouvrir le score à la 38e minute grâce à Milan Jovanović. Une minute avant ce but, l'Allemagne se retrouve réduite à 10 avec l'expulsion de Miroslav Klose. Malgré leur infériorité numérique, les Allemands dominent la Serbie mais échouent dans leurs dernières actions, notamment avec une frappe de Sami Khedira qui touche la barre transversale juste avant la mi-temps. Au retour de la pause, les Allemands bénéficient d'un penalty à la suite d'une main de Nemanja Vidić. Cependant, une fois de plus, l'Allemagne manque l'occasion de revenir au score avec une frappe de Lukas Podolski repoussée par Vladimir Stojković, qui a plongé du bon côté. Les Allemands s'inclinent finalement 1-0. Pour le dernier match de la phase de groupes, l'équipe de Joachim Low rencontre la surprise du tournoi, le Ghana, et s'impose difficilement face aux Black Stars grâce à une demi-volée de Mesut Özil à 20 mètres, ne laissant aucune chance à Richard Kingson. Le match se termine sur un score de 1-0 en faveur de l'Allemagne. Avec 2 victoires et 1 défaite, l'Allemagne termine première de son groupe et affrontera le deuxième du groupe C, composé de l'Angleterre, des États-Unis, de l'Algérie et de la Slovénie.
En huitièmes de finale, l'Allemagne affronte l'Angleterre. Malgré le statut de favori des Anglais dans leur groupe, ils ne parviennent pas à terminer en tête, concédant deux matchs nuls contre les États-Unis et l'Algérie. Le 27 juin 2010, au Free State Stadium de Bloemfontein, l'Allemagne remporte une victoire historique sur le score de 4-1. Même si ce résultat peut surprendre, ce match sera surtout marqué par un but valable non accordé aux Anglais. En effet, un lob de Frank Lampard touche la barre transversale avant de rentrer dans le but, frappant le sol et ressortant aussitôt. Le ballon a bel et bien franchi la ligne de but, mais l'arbitre mal placé et peu aidé par ses assistants ne le voit pas et refuse le but. Cette action permet au tabloïd Bild Zeitung de parler de "vengeance" par rapport au but litigieux de la finale de 1966,,.

### Parcours des Argentins
| T | Équipe       | Pts | J | G | N | P | BP | BC | Diff |
| 1 | Argentine    | 9   | 3 | 3 | 0 | 0 | 7  | 1  | +6   |
| 2 | Corée du Sud | 4   | 3 | 1 | 1 | 1 | 5  | 6  | -1   |
| 3 | Grèce        | 3   | 3 | 1 | 0 | 2 | 2  | 5  | -3   |
| 4 | Nigeria      | 1   | 3 | 0 | 1 | 2 | 3  | 5  | -2   |

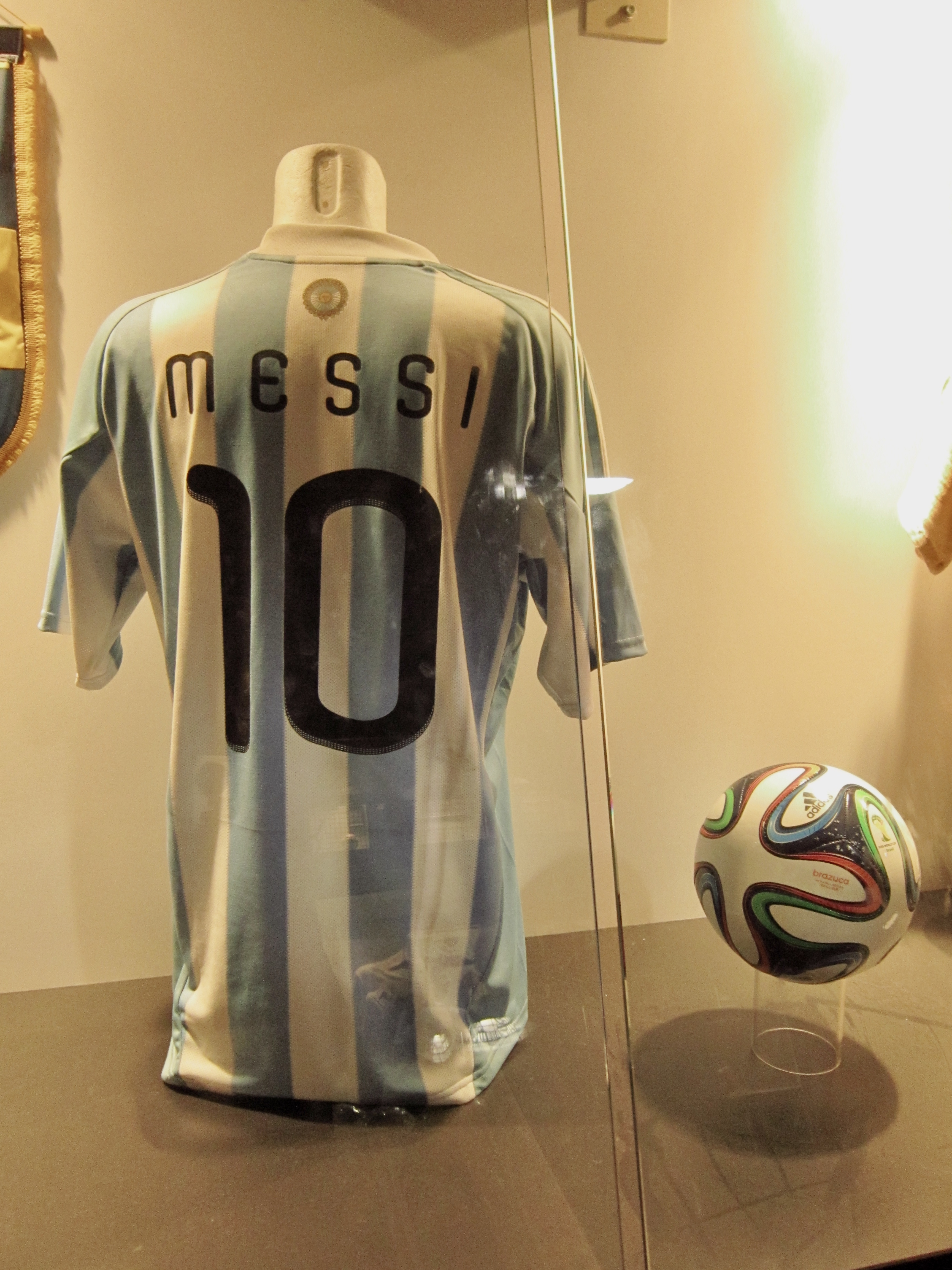
Maillot de l'Argentine

En Amérique du Sud, le processus de qualification pour la Coupe du monde se déroule sous la forme d'un mini-championnat avec des matchs aller-retour impliquant les dix pays participants. C'est dans ce cadre que l'Argentine, dirigée par Diego Maradona depuis sa nomination en tant que sélectionneur le 28 octobre 2008, en remplacement d'Alfio Basile, a entamé la compétition. L'équipe a débuté avec une victoire (1-0) contre l'Écosse, mais a ensuite connu des difficultés, subissant sa pire défaite historique contre la Bolivie (1-6) le 1er avril 2009, pendant la 12ème journée. Lors de la dernière journée, dans un match crucial contre son concurrent direct, l'Uruguay, l'Argentine a remporté une victoire 1-0 au Stade Centenario, avec un but de Mario Bolatti à la 84e minute. Au classement général, l'Argentine a terminé quatrième, se qualifiant directement pour la Coupe du monde 2010 sans avoir à passer par les barrages intercontinentaux. Il s'agit de la 15ème qualification de l'Argentine pour la Coupe du Monde, la 10ème consécutive.
| Match               | Adversaire   | Lieu               | Score |
| Groupe B, J1        | Nigeria      | Ellis Park Stadium | 1-0   |
| Groupe B, J2        | Corée du Sud | Soccer City        | 4-1   |
| Groupe B, J3        | Grèce        | Stade Peter-Mokaba | 2-0   |
| Huitièmes de finale | Mexique      | Soccer City        | 3-1   |

En match de préparation, l'Argentine affronte l'Espagne, championne d'Europe en titre et future championne du Monde du Mondial sud-africain. Malgré l'égalisation de Lionel Messi, l'Albiceleste a perdu le match 2-1, avec Xabi Alonso marquant le but de la victoire pour les Espagnols à la 85e minute sur penalty. L'Argentine a réussi à remporter un match en terre allemande 3 mars 2010 à l'Allianz Arena grâce à un but de Gonzalo Higuaín à la 45e minute de jeu. Dans l'ensemble, l'Argentine a remporté tous ses matchs amicaux, à l'exception de celui contre l'Espagne.
Après le tirage au sort des groupes de la Coupe du Monde, l'Argentine, tête de série, se retrouve dans le groupe B, avec la Corée du Sud, le Nigeria et la Grèce.
Le 12 juin 2010, l'Argentine entame le tournoi en battant le Nigeria 1-0 grâce à un but de Gabriel Heinze à la 6ème minute. Lors de la deuxième journée, l'équipe de Diego Maradona remporte une large victoire 4-1 contre la Corée du Sud, avec un triplé de Gonzalo Higuaín, prenant ainsi la tête du groupe. Lors du dernier match du groupe, l'Argentine remporte le match contre la Grèce 2-0 avec deux buts en fin de match. L'Albiceleste débute en force le tournoi en réalisant un sans-faute, seules les Pays-Bas, finalistes de la Coupe du Monde 2010, réalisent également un sans-faute. Premier de son groupe, l'Argentine se mesurera au second du groupe A, composé de l'Afrique du Sud, pays hôte, du Mexique, de l'Uruguay et de la France.
Tout comme en 2006, l'Argentine se trouve opposé au Mexique en huitièmes de finale. Les mexicains débutent fort la rencontre, assénant trois frappes dans le premier quart d'heure : la balle échoue sur la barre puis passe par deux fois à quelques centimètres du but du gardien argentin. La réaction argentine ne tarde pas, à la 26e minute, Oscar Perez anticipe bien la passe en profondeur de Lionel Messi pour Carlos Tévez et renvoie le ballon sur Messi qui trouve la tête de Tevez d'une passe lobée. Bien que Carlos Tevez se trouvât manifestement en position de hors-jeu au moment de la passe, l'arbitre valide le but. 7 minutes plus tard, Gonzalo Higuaín récupère une passe manquée de Ricardo Osorio, dribble le gardien mexicain et inscrit son 4e but en Coupe du monde. Il devient alors, seul, meilleur buteur du tournoi. De retour des vestiaires Tevez s'offre le doublé d'une frappe des 25 mètres. Chicharito Hernandez sauve l'honneur pour le Mexique d'une frappe puissante (71e, 3-1), insuffisant pour empêcher l'Argentine d'atteindre à nouveau les quarts de finale,.

## Avant-match

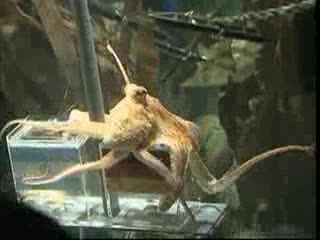
Chaque boîte est marquée d'un drapeau et contient de la nourriture.

Acteur médiatique de la coupe du monde, Paul le poulpe aussi appelé Paul la pieuvre, surnommé « l'oracle d'Oberhausen » est une pieuvre commune mâle maintenue en captivité à l’aquarium Sea Life d’Oberhausen en Allemagne. Paul est renommé pour le spectacle de ses prédictions du résultat des matchs de l’équipe d'Allemagne de football lors du Championnat d’Europe 2008 et de la Coupe du monde 2010, dont il a également désigné le vainqueur. Paul le poulpe faisait connaître ses choix en ouvrant une boîte aux couleurs de l'équipe gagnante. L'oracle aux huit tentacules a jusqu'à présent réalisé un sans-faute. Il avait prévu les victoires allemandes sur l'Australie comme le Ghana et la défaite face à la Serbie. Et bien que né en Grande-Bretagne, il avait annoncé sans trembler la défaite de l'Angleterre en huitième de finale dimanche.
Avant les matchs internationaux, on présente au poulpe deux récipients transparents percés de trous, munis d'un couvercle, contenant chacun une moule décoquillée, apparemment cuite (sa friandise préférée) ; l'un de ces récipients est marqué, par exemple, du drapeau de l'Allemagne, et l'autre de celui du pays adversaire. Le poulpe doit ouvrir l’une des deux boîtes en soulevant son couvercle et s’emparer ensuite de la nourriture. Les poulpes sont en effet capables d'une grande dextérité et peuvent utiliser des outils ou ouvrir des récipients. Dans chaque cas, le geste de l'animal est interprété comme la désignation prémonitoire du futur vainqueur. Avant la rencontre entre l'Allemagne et l'Argentine, Paul le poulpe a finalement choisi la boîte marquée pour la victoire de l'Allemagne contre l'Argentine en quart de finale de la Coupe du Monde, l'animal a hésité trois quarts d'heure avant de livrer son verdict pour le quart de finale.

« Cela suggère un match très indécis contre l'Argentine qui se décidera au tout dernier moment, peut-être même aux tirs au but. »

— Responsable du parc aquatique
L'Argentine contre l'Allemagne et les Pays-Bas contre le Brésil sont les affiches les plus attendues des quarts de finale. Diego Maradona, critiqué par la presse argentine avant la Coupe du monde, a réussi à changer son image en Argentine avec 4 matchs et 4 victoires en Coupe du monde. Les performances sportives de l'Argentine l'ont placée parmi les grandes favorites, au même titre que l'Espagne. La victoire impressionnante de l'Allemagne face à l'Angleterre a donné confiance aux hommes de Joachim Low pour la suite du tournoi, notamment contre l'Argentine.

« L'Argentine a gagné tous les matchs et avait des joueurs avec un grand potentiel dans l'équipe. Quand on voit qui est sur le banc, par exemple Diego Milito, qui a fait une énorme saison en Europe avec l'Inter Milan, alors cela parle de leur qualité. »

— Joachim Löw

« J'ai peut-être un avantage ou deux sur certaines personnes. Je peux transmettre ce que j'ai, j'ai joué plusieurs Coupes du monde: 1982, 1986, quand on a gagné, 1990, on était au fond du trou. Dans ma vie, j'ai eu toute cette expérience que je peux transmettre aujourd'hui à mes joueurs avec mon coeur et mon âme. Je leur ai dit: 'Quand tu gagnes, ne va pas plus loin que la victoire. »

— Diego Maradona
Avant la rencontre, une certaine tension montait entre les Allemands et les Argentins, notamment en raison des déclarations du capitaine de l'équipe allemande, Bastian Schweinsteiger, qui a qualifié les Argentins de "provocateurs".

« La provocation commence avant le coup d'envoi. Il n'y a qu'à les voir gesticuler et tenter d'influencer l'arbitre. Ça , ce n'est pas du football. C'est un manque de respect, ils sont comme ça. J'espère que l'arbitre verra qui provoque qui. Déjà, nous avons pu le constater à la fin de la première période contre le Mexique. Leur comportement montre leur force de caractère et leur mentalité. »

— Bastian Schweinsteiger
Après les déclarations en conférence de presse du capitaine allemand, Diego Maradona et d'autres personnalités argentines répondront aux provocations du joueur allemand. En plus des déclarations de Bastian Schweinsteiger, d'autres membres de la Mannschaft tels que Philipp Lahm et Oliver Bierhoff s'impliquent dans cette bataille médiatique préalable au match. Du côté argentin, le match Argentine-Allemagne ne représente pas seulement un derby, mais aussi une revanche à la suite des deux échecs de l'Albiceleste en finale du Mondial 90 contre l'Allemagne de l'Ouest et lors de la dernière Coupe du monde 2006 en Allemagne, où l'Argentine a perdu contre l'Allemagne aux tirs au but malgré une domination nette des Argentins,.

## Match

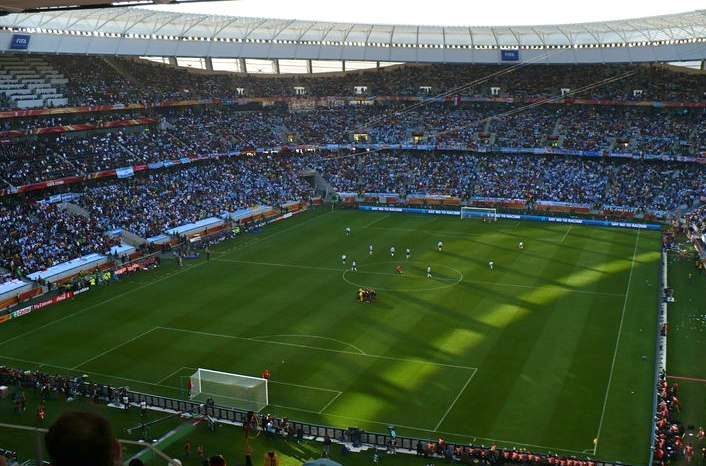
Allemagne face à l'Argentine début du match.

Le 3 juillet 2010, l'Allemagne affronte l'Argentine lors des quarts de finale de la Coupe du monde en Afrique du Sud. Il s'agit d'un match très attendu, tout comme la rencontre entre les Pays-Bas et le Brésil.
Le Cape Town Stadium est le théâtre de cette confrontation et a déjà accueilli 6 matchs, dont celui opposant l'Angleterre à l'Algérie, ainsi que le célèbre affrontement entre l'Espagne et le Portugal en huitièmes de finale. Ce stade de la ville du Cap accueillera également la demi-finale entre l'Uruguay et les Pays-Bas. Avec une capacité de 66 000 places, il est le troisième plus grand stade du tournoi, derrière le Stade Moses-Mabhida (69 000 places) et le Soccer City, qui peut accueillir 94 100 spectateurs pour la finale.
Au niveau de l'arbitrage, c'est Ravshan Irmatov, originaire d'Ouzbékistan, qui officiera en tant qu'arbitre principal. Avant la Coupe du Monde en Afrique du Sud, il a été désigné meilleur arbitre d'Asie pendant quatre années consécutives (2008, 2009, 2010 et 2011) et a été sélectionné pour arbitrer le match final de la Coupe du Monde des clubs de la FIFA en 2008 et 2011. Pendant cette Coupe du monde, Ravshan Irmatov a été choisi pour arbitrer le match d'ouverture entre l'Afrique du Sud et le Mexique le 11 juin 2010, devenant ainsi le plus jeune arbitre à officier lors d'un match d'ouverture de la Coupe du monde depuis 1934. Irmatov a également égalé le record du nombre de matches arbitrés lors d'une seule Coupe du Monde de la FIFA en officiant lors de la demi-finale entre les Pays-Bas et l'Uruguay.
Avec un schéma tactique de 4-2-3-1, l'Allemagne alignera son équipe type avec Manuel Neuer comme gardien, le portier de Schalke 04 enchaînant sa 5ème titularisation dans ce mondial. En défense, la paire centrale sera formée par : Per Mertesacker, qui mesure 2 mètres, et Arne Friedrich, le défenseur du VfL Wolfsburg. Philipp Lahm, capitaine de la sélection allemande, occupera le poste d'arrière droit, tandis que Jérôme Boateng jouera en tant qu'arrière gauche. Au milieu de terrain, Sami Khedira et Bastian Schweinsteiger occuperont le rôle de sentinelles. Thomas Müller, meilleur buteur de la Coupe du Monde 2010, jouera en tant que milieu offensif aux côtés de Mesut Özil et Lukas Podolski. En attaque, Miroslav Klose sera le seul en pointe et sera responsable de l'attaque.

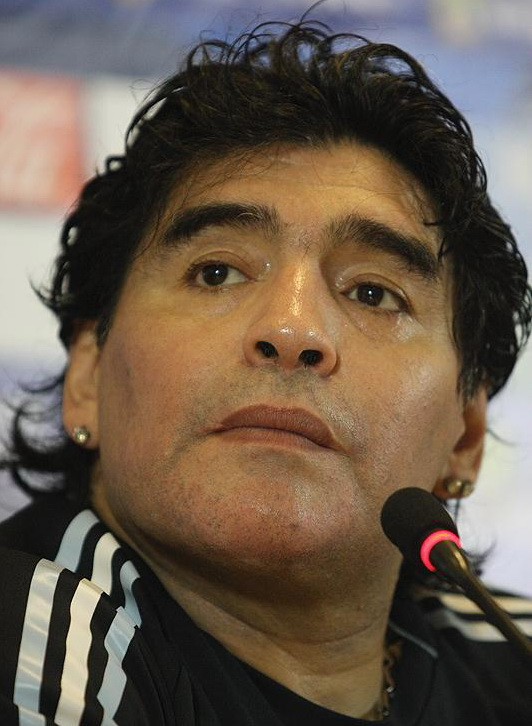
Diego Maradona
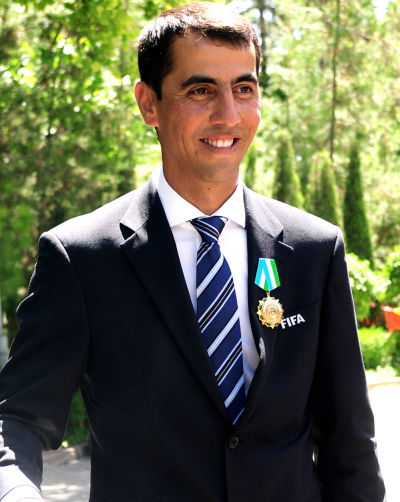
Ravshan Irmatov
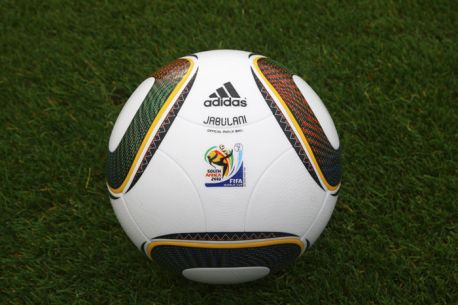
Jabulani (ballon)
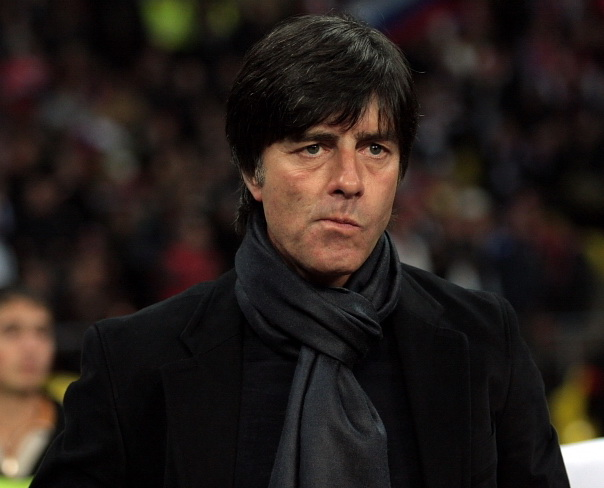
Joachim Löw

L'Albiceleste évoluera dans un schéma tactique en 4-3-1-2, avec Sergio Romero comme gardien de but, qui, tout comme Manuel Neuer, enchaînera son 5ème match consécutif dans la Coupe du Monde en Afrique du Sud. En défense, Nicolás Burdisso de l'Inter Milan et Martín Demichelis du Bayern Munich occuperont l'axe central. Nicolás Otamendi évoluera en tant que latéral droit et Gabriel Heinze (d'origine allemande par son père) occupera le poste de latéral gauche. Javier Mascherano, le capitaine de l'Argentine, jouera en tant que milieu défensif central, accompagné de Ángel di María sur le côté gauche et de Maxi Rodríguez, joueur de l'Atlético Madrid, sur le côté droit. Star de la sélection argentine et détenteur du Ballon d'Or en titre, Lionel Messi évoluera en tant que meneur de jeu en numéro 10, avec pour mission de construire le jeu, malgré le fait qu'il n'ait marqué aucun but dans ce Mondial 2010. En attaque, la paire sera composée de Carlos Tévez, joueur de Manchester City, et de Gonzalo Higuaín, l'attaquant du Real Madrid, meilleur buteur de l'Argentine avec 4 buts.
Le coup d'envoi sera donné à 16h00 (UTC+2), l'Argentine, en tant que nation recevante, a décidé de revêtir son emblématique maillot bleu ciel et blanc, tandis que l'équipe allemande portera son maillot noir, comme lors du match contre le Ghana. Les 22 joueurs pénètrent sur le terrain, les hymnes allemand et argentin résonnent dans le stade du Cap,. Après l'échange des fanions entre Javier Mascherano et Philipp Lahm, ce seront les Argentins qui donneront le coup d'envoi, à la suite du tirage au sort de l'arbitre, Ravshan Irmatov.

### Première mi-temps

Scène du premier but allemand.

Devant un stade archicomble pour ce match tendu et très attendu, l'arbitre Ravshan Irmatov donne le coup d'envoi. Dès les premières minutes, les deux équipes s'engagent physiquement et athlétiquement. À la 3e minute, sur le premier coup de pied arrêté du match, Bastian Schweinsteiger centre au point de penalty, Thomas Müller dévie de la tête et trompe Sergio Romero,. C'est le 1-0 pour la Mannschaft, la première fois de l'histoire que les Allemands marquent contre les Argentins durant les 10 premières minutes. De fait, le but de Thomas Müller sera le deuxième but le plus rapide dans la rivalité entre l'Allemagne et l'Argentine en Coupe du monde, à quelques secondes du but d'Oreste Corbatta à la 2e minute lors de la Coupe du monde 1958. Sonnée par l'ouverture du score allemand, l'Albiceleste concède quelques occasions face à la Mannschaft qui cherche immédiatement à marquer un deuxième but,.
Une certaine accalmie s'installe dans le match, mais la tension persiste entre les 22 joueurs. Nicolás Otamendi provoque la première faute en arrivant en retard sur son intervention pour contrer la relance d'Arne Friedrich, ce qui lui vaut le premier carton jaune du match. Les minutes passent et les Argentins se rapprochent de la surface allemande, cherchant des espaces de plus en plus rares. À la demi-heure de jeu, le rythme de la partie se met en place : les Argentins cherchent à attaquer tandis que les joueurs allemands misent sur les contre-attaques. Joueur attendu dans cette rencontre et dans la Coupe du monde en général, Lionel Messi peine à créer des occasions au cours de cette première mi-temps,.
Au cours des quinze dernières minutes de la première mi-temps, l'Argentine a pris le contrôle du jeu, entraînant une faute de Thomas Muller qui a reçu un carton jaune, le premier pour la Mannschaft dans ce match. À la 37e minute, à la suite d'une passe de Lionel Messi, Carlos Tevez a récupéré le ballon dans la surface et a parfaitement servi Gonzalo Higuaín, qui a battu Manuel Neuer de près. Cependant, au moment du départ du ballon, pas moins de quatre joueurs argentins étaient en position de hors-jeu. La physionomie du match n'a pas changé au cours des dernières minutes, avec une Argentine dominante et créant du jeu, tandis que l'Allemagne se contentait de quelques contres pour espérer marquer. L'arbitre a accordé une minute de temps additionnel, mais le score est resté inchangé à la pause : l'Allemagne menait 1 à 0 contre l'Argentine,.

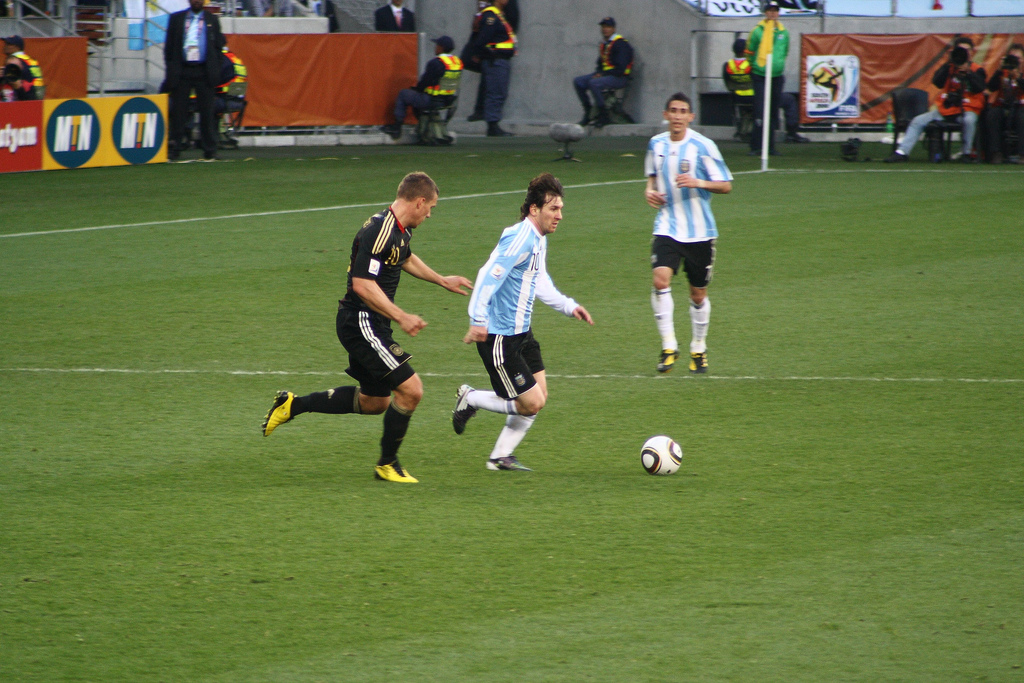
Lionel Messi contre Lukas Podolski
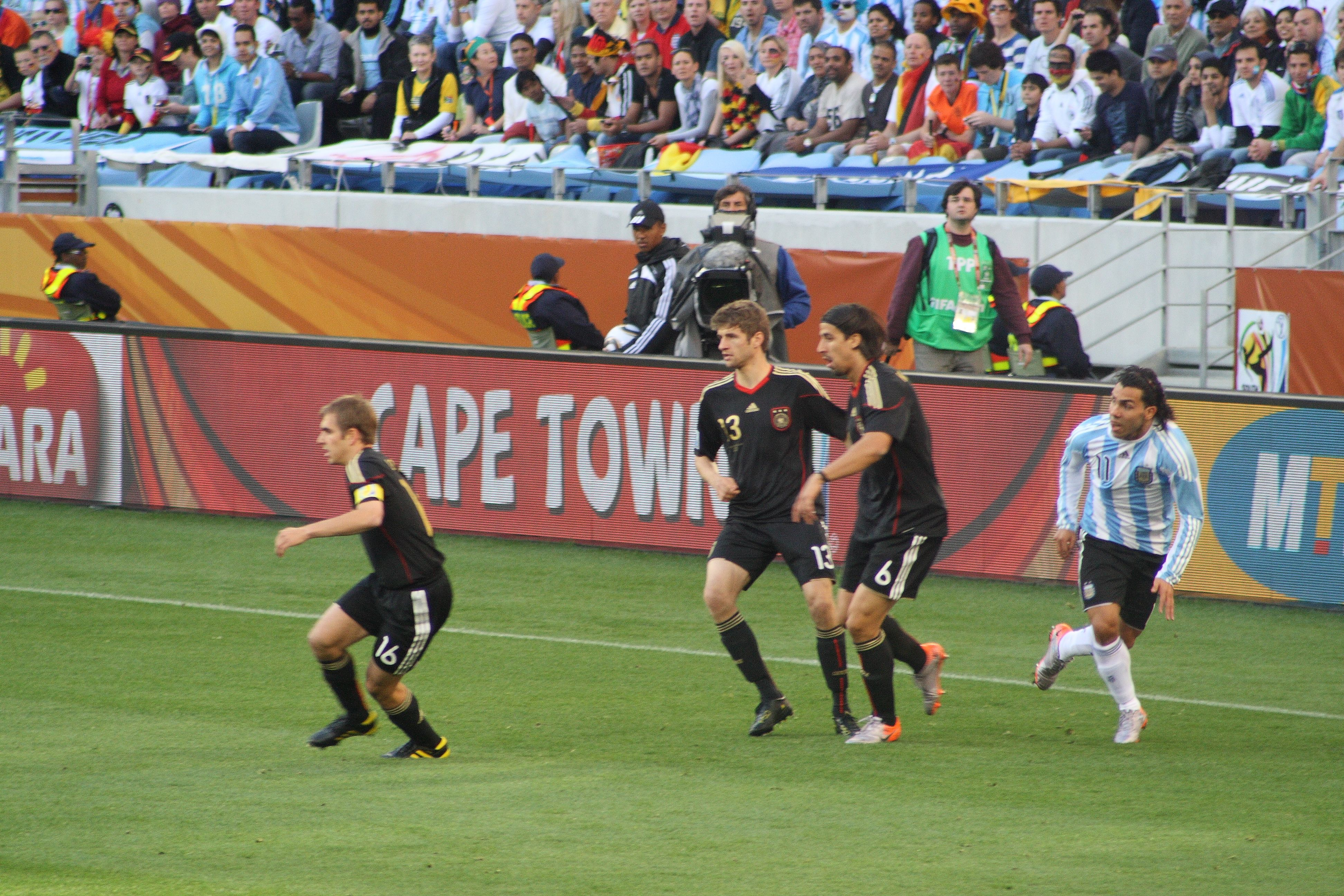
Lahm - Müller - Khedira - Tévez
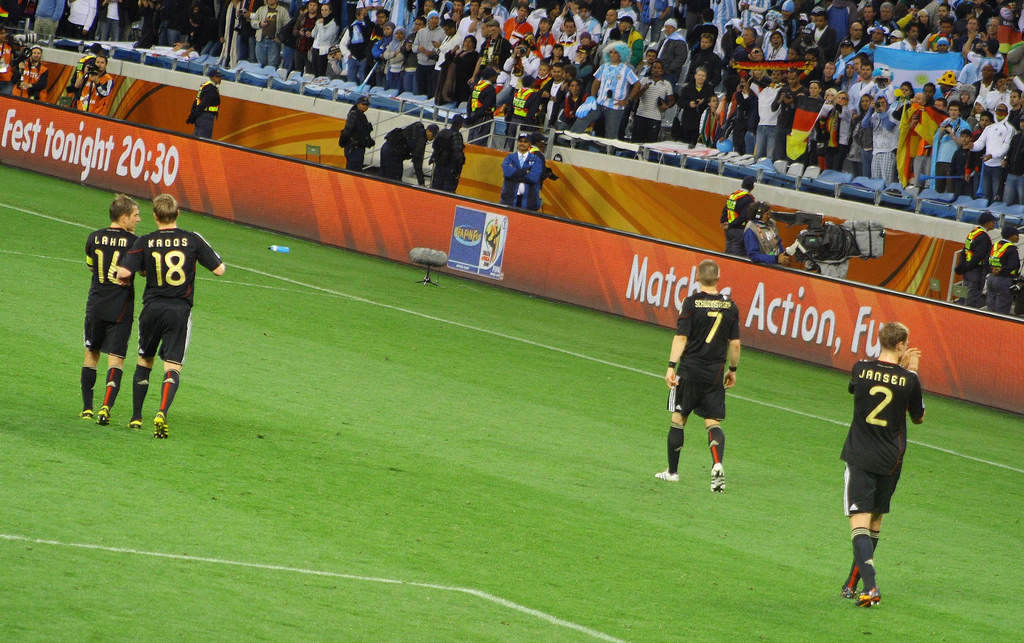
Kroos - Schweinsteiger - Jansen
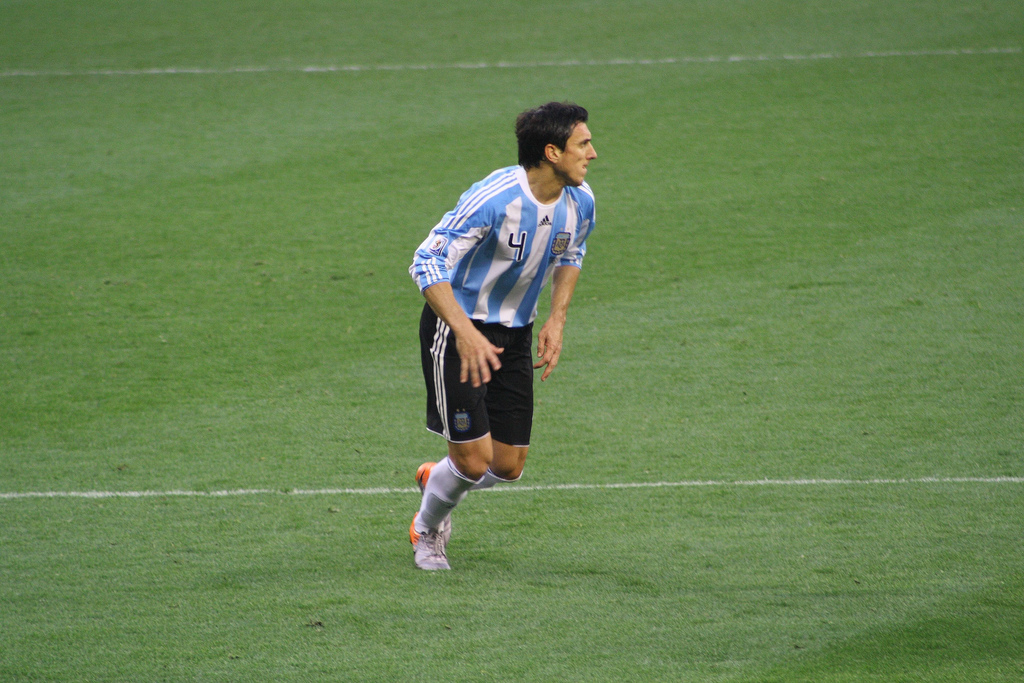
Nicolás Burdisso

### Deuxième mi-temps
De retour de la pause, les deux équipes n’apportent aucun changement. Pour la première fois dans ce mondial, l'Argentine se retrouve menée au score. À la 48e minute, les Argentins créent la première occasion de cette deuxième mi-temps. Ángel Di María, dont la frappe peu orthodoxe prend une trajectoire imprévisible, met la pression sur Manuel Neuer et les supporters allemands. Finalement, le ballon termine à un mètre du cadre. Les minutes suivantes voient les Argentins adopter un jeu assez physique, avec notamment le capitaine de la sélection argentine, Javier Mascherano, commettant de nombreuses fautes. La pression de l'Argentine sur la défense allemande s'intensifie, mais celle-ci contraint les Argentins à tenter des frappes lointaines, les espaces étant réduits et rares,.
Le match change de tournure au cours de la première demi-heure de la deuxième période, à la 67e minute, alors que l'Argentine domine globalement le jeu. C'est à ce moment que Thomas Müller réalise un exploit en effectuant une passe précise pour Lukas Podolski alors qu'il est au sol. L'attaquant de FC Cologne hésite entre la frappe et le centre, puis il sert Miroslav Klose, seul face au but, qui conclut dans le but vide. 2-0 pour l'Allemagne. Avec ce but, Miroslav Klose rejoint Just Fontaine avec un total de 13 buts en Coupe du monde, il n'est plus qu'à un but de la légende allemande Gerd Müller et à deux buts de Ronaldo, le meilleur buteur de l'histoire de la Coupe du monde,. Avec ce deuxième but, l'urgence est palpable du côté argentin. Diego Maradona décide d'opter pour un jeu encore plus offensif en faisant entrer Javier Pastore à la place de Nicolás Otamendi. Du côté allemand, la réaction de Joachim Löw ne se fait pas attendre : Jérôme Boateng cède sa place à Marcell Jansen, un joueur plus offensif,.
Le match s'ouvre davantage, ce qui permet à l'Allemagne de trouver plus d'espace dans la moitié de terrain argentine. C'est ainsi qu'Arne Friedrich enfonce le clou après l'exploit de Bastian Schweinsteiger, qui a percé la défense argentine en éliminant trois adversaires avant de servir Friedrich en retrait. Le défenseur marque du gauche en déséquilibre et de près. Avec un score de 3-0 en faveur de l'Allemagne, la partie semble pliée, même si le score est plutôt lourd compte tenu de la qualité de jeu proposée par l'équipe de Diego Maradona. Ce dernier effectue un dernier changement offensif en faisant entrer Sergio Aguero à la place d'Ángel di María. La frustration s'installe du côté argentin avec une faute du capitaine, Javier Mascherano à la 80e minute, lui valant un carton jaune. Les joueurs argentins, ne croyant plus en une victoire, tentent désormais de sauver l'honneur,.
À la 88e minute, l'Allemagne inflige une humiliation à l'équipe nationale argentine lorsque Miroslav Klose inscrit le quatrième but sur une contre-attaque allemande, après un centre de Mesut Özil. En reprenant du droit au point de penalty, le joueur de Munich marque son 4e but dans cette compétition et son 14e but en Coupe du monde, rejoignant ainsi Gerd Müller.

« J'ai désormais 14 buts comme Gerd Müller, mais il n'a disputé que deux Coupes du monde et pour moi, c'est déjà la troisième Coupe du monde. La comparaison est donc injuste. »

— Miroslav Klose
L'Allemagne mène 4-0, et l'arbitre Ravshan Irmatov met fin au match. Bastian Schweinsteiger sera élu homme du match. Il s'agit d'une victoire historique pour l'Allemagne face à l'Argentine, qui, tout comme en 2006, a dominé le jeu et le milieu de terrain mais s'incline face à la Mannschaft,.

### Feuille de match
| 3 juillet 2010                            | Argentine | 0 - 4   | Allemagne                                                      | Cape Town Stadium, Le Cap                                              |                                                                        |
| 16:00 (UTC+2) · Historique des rencontres |           | (0 - 1) | 3e Thomas Müller · 68e 89e Miroslav Klose · 74e Arne Friedrich | Spectateurs : 64 100 · Arbitrage : Ravshan Irmatov · Photos du match · | Spectateurs : 64 100 · Arbitrage : Ravshan Irmatov · Photos du match · |
| 16:00 (UTC+2) · Historique des rencontres | Rapport   |         |                                                                | Spectateurs : 64 100 · Arbitrage : Ravshan Irmatov · Photos du match · | Spectateurs : 64 100 · Arbitrage : Ravshan Irmatov · Photos du match · |

| Argentine | Allemagne |

| ARGENTINE :     |    |                   |     |     |
|                 |    |                   |     |     |
| Gardien de but  | 22 | Sergio Romero     |     |     |
|                 | 2  | Martín Demichelis |     |     |
|                 | 4  | Nicolás Burdisso  |     |     |
|                 | 6  | Gabriel Heinze    |     |     |
|                 | 7  | Ángel di María    | 75e |     |
|                 | 9  | Gonzalo Higuaín   |     |     |
|                 | 10 | Lionel Messi      |     |     |
|                 | 11 | Carlos Tévez      |     |     |
|                 | 14 | Javier Mascherano |     | 80e |
|                 | 15 | Nicolás Otamendi  | 70e | 11e |
|                 | 20 | Maxi Rodríguez    |     |     |
| Remplaçants :   |    |                   |     |     |
|                 | 23 | Javier Pastore    | 70e |     |
|                 | 16 | Sergio Agüero     | 75e |     |
| Sélectionneur : |    |                   |     |     |
| Diego Maradona  |    |                   |     |     |

| ALLEMAGNE :     |    |                        |     |     |
|                 |    |                        |     |     |
| Gardien de but  | 1  | Manuel Neuer           |     |     |
|                 | 3  | Arne Friedrich         |     |     |
|                 | 6  | Sami Khedira           | 77e |     |
|                 | 7  | Bastian Schweinsteiger |     |     |
|                 | 8  | Mesut Özil             |     |     |
|                 | 10 | Lukas Podolski         |     |     |
|                 | 11 | Miroslav Klose         |     |     |
|                 | 13 | Thomas Müller          | 84e | 35e |
|                 | 16 | Philipp Lahm           |     |     |
|                 | 17 | Per Mertesacker        |     |     |
|                 | 20 | Jérôme Boateng         | 72e |     |
| Remplaçants :   |    |                        |     |     |
|                 | 2  | Marcell Jansen         | 72e |     |
|                 | 18 | Toni Kroos             | 77e |     |
|                 | 15 | Piotr Trochowski       | 84e |     |
| Sélectionneur : |    |                        |     |     |
| Joachim Löw     |    |                        |     |     |

| Assistants : Rafael Ilyasov Bakhadyr Kochkarov Quatrième arbitre : Jerome Damon Cinquième arbitre : Enock Molefe Homme du Match : Bastian Schweinsteiger |

### Statistiques

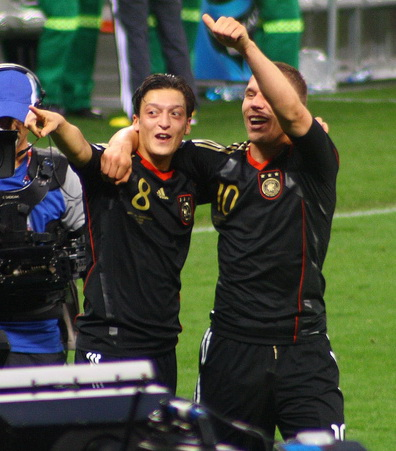
Les Allemands Özil et Podolski.

Selon une étude statistique de l'Agence France-Presse (AFP), malgré le score lourd, la physionomie du match et les occasions créées de part et d'autre montrent un match assez serré entre l'Argentine et l'Allemagne. Selon le rapport, les Argentins ont eu une meilleure possession de balle avec 54% et plus d'occasions que les Allemands. Les hommes de Diego Maradona ont tiré plus de fois que les hommes de Joachim Löw et ont provoqué plus d'attaques dangereuses que la Mannschaft. Le score est assez trompeur au regard de la physionomie du match et met surtout en évidence le réalisme allemand devant la cage de Sergio Romero,.
| Statistique         | Argentine | Allemagne |
| ------------------- | --------- | --------- |
| Buts                | 0         | 4         |
| Tirs                | 13        | 12        |
| Tirs cadrés         | 7         | 6         |
| Arrêts              | 2         | 7         |
| Possession de balle | 54%       | 46%       |
| Corners             | 5         | 4         |
| Fautes commises     | 20        | 14        |
| Hors-jeux           | 5         | 10        |
| Cartons jaunes      | 2         | 1         |
| Cartons rouges      | 0         | 0         |

## Aprés-match
Au coup de sifflet final de l'arbitre Ravshan Irmatov, deux moments forts ont marqué les esprits des spectateurs. D'un côté, les Allemands en liesse avec une victoire historique sur un score impressionnant face aux rivaux argentins, et de l'autre, ces derniers abattus par cette défaite après un début de Coupe du monde 2010 pourtant prometteur. Pour l'Allemagne, il s'agit de leur 12ème qualification en demi-finale de la Coupe du monde, un record devant le Brésil qui n'est allé en demi-finale que 10 fois. C'est la troisième fois d'affilée que la Mannschaft atteint ce stade, après 2002, 2006 et 2010. Pour l'Argentine, c'est la deuxième élimination consécutive en quarts de finale, toujours face à cette même Allemagne en 2006 et 2010. L'Argentine n'a pas atteint les demi-finales depuis la Coupe du monde 1990 en Italie,.
Lors du bilan de l'association du football argentin, les performances de l'Argentine, bien que séduisantes pour les supporters et la presse en Argentine, sont éclipsées par une défaite face à la Mannschaft. Cette débâcle met en évidence les limites du "style" Maradona. Ainsi, la Fédération argentine met fin au contrat de la légende argentine, Diego Maradona, écarté de son poste en juillet 2010 pour laisser place à Sergio Batista, ancien entraîneur de l'équipe des moins de 20 ans,.
L'Allemagne continue son parcours dans la Coupe du monde en Afrique du Sud, et les Allemands affronteront à nouveau l'Espagne, comme lors de la finale de l'Euro 2008. Après avoir battu de justesse le Paraguay en quarts de finale, l'Espagne l'emporte à nouveau sur l'Allemagne sur le score serré de 1-0, avec un but de Carles Puyol à la 73e minute sur un corner. Le défenseur du FC Barcelone coupe de la tête pour tromper le gardien Manuel Neuer, et la Mannschaft échoue pour la deuxième fois consécutive, après 2006, aux portes de la finale. Cependant, tout comme en 2006, l'Allemagne réussit à sauver son tournoi en remportant le match pour la troisième place contre l'Uruguay, avec un score de 3-2. Ils décrochent ainsi la médaille de bronze pour la quatrième fois de leur histoire. Contrairement à l'Argentine, qui voit en Diego Maradona la fin d'un cycle, la fédération allemande de football décide de maintenir Joachim Löw au moins jusqu'à l'Euro 2012,

## Réactions
Les acteurs réagissent rapidement, avec un score aussi impressionnant et significatif du côté allemand que du côté argentin. Un certain sentiment de perplexité et de surprise s'installe des deux côtés. Les Argentins ressentent de la honte, tandis que les Allemands, malgré la fête et la joie, ont du mal à croire au score élevé. Pour les joueurs allemands, il ne fait aucun doute que l'Allemagne est favorite pour chercher sa 4ème étoile.

« Ca fait longtemps que je suis fier de cette équipe, ce n'est pas d'aujourd'hui. Ce que nous avons fait en deuxième période, c'est vraiment la classe. Cette équipe a montré une volonté de champions. Un résultat comme ça, c'était inimaginable avant le match. Marquer quatre buts, et avec la manière, c'est formidable. Messi n'a pas pu jouer, nous l'avons parfaitement muselé, et nous n'avons quasiment fait aucune faute sur lui. »

— Joachim Löw

« C'est la plus dure défaite de ma vie. Le rêve est fini. Il nous a manqué de la créativité. Je n'ai pas encore décidé de mon avenir, je dois discuter avec ma famille, les joueurs, la fédération, ça dépend de beaucoup de choses. »

— Diego Maradona

« Je n'aurais jamais cru qu'on puisse battre 4 à 0 l'un des grands favoris de cette Coupe du monde. Cette équipe a faim, on voit à chaque match comme elle travaille, c'est fascinant. On s'était super bien préparé pour ce match, on avait vu des vidéos. On n'a laissé passer aucune occasion. Maintenant, toutes les équipes qui arrivent en demi-finale ont le potentiel pour arriver en finale ou gagner la Coupe du monde. On doit continuer à jouer comme ça. »

— Philipp Lahm - capitaine de l'Allemagne

« Il n'y a pas d'explication à donner, c'est dur de trouver un sens à ce qui s'est passé. L'Allemagne était trop bien aujourd'hui et nous, nous avons eu un jour sans. Si je pouvais arrêter ma carrière ce soir, je le ferais. Je suis tellement déçu et fatigué, je n'ai plus envie de penser au football. Dans le vestiaire, il y avait beaucoup de tristesse, c'était horrible. Cette équipe avait quelque chose pourtant: on s'entend très bien et c'est un plaisir d'être dans ce groupe. Je veux remercier mes coéquipiers et Maradona pour la confiance qu'ils m'ont témoignée. »

— Javier Mascherano - capitaine de l'Argentine

### En Allemagne
En Allemagne, la surprise règne, tant chez les supporters allemands que parmi la presse et même l'élite politique allemande, y compris la chancelière Angela Merkel. Les principaux journaux phares en Allemagne tels que Der Spiegel ou Bild mettent en avant le réalisme de la Mannschaft face à l'Argentine. Les spécialistes du football, notamment allemand, ajoutent même que cette équipe allemande de 2010 est plus que jamais favorite pour remporter la finale. Néanmoins, certains journalistes mettent en garde contre un excès de confiance qui pourrait être fatal, notamment face à l'Espagne, championne d'Europe en titre, face à cette même Allemagne.

« DEMI-FINAAAAAAAAALE ! Incompréhensible ! »

— Titre du journal de Bild après le match

« L'Allemagne démantèle l'équipe de Maradona »

— Titre du journal de Der Spiegel après le match

« C'était tout simplement bouleversant. Quelque chose comme ça, c'est un rêve. C'est une équipe jeune, mais avec quelle sérénité et sérénité ils ont profité de leurs occasions m'a impressionné. Je suis une personne plutôt prudente, à 4-0. "C'était bien pour moi, mais avant cela, j'avais encore peur. L'Allemagne a fait quelque chose de merveilleux aujourd'hui. »

— Angela Merkel - chancelière fédérale d'Allemagne 

### En Argentine

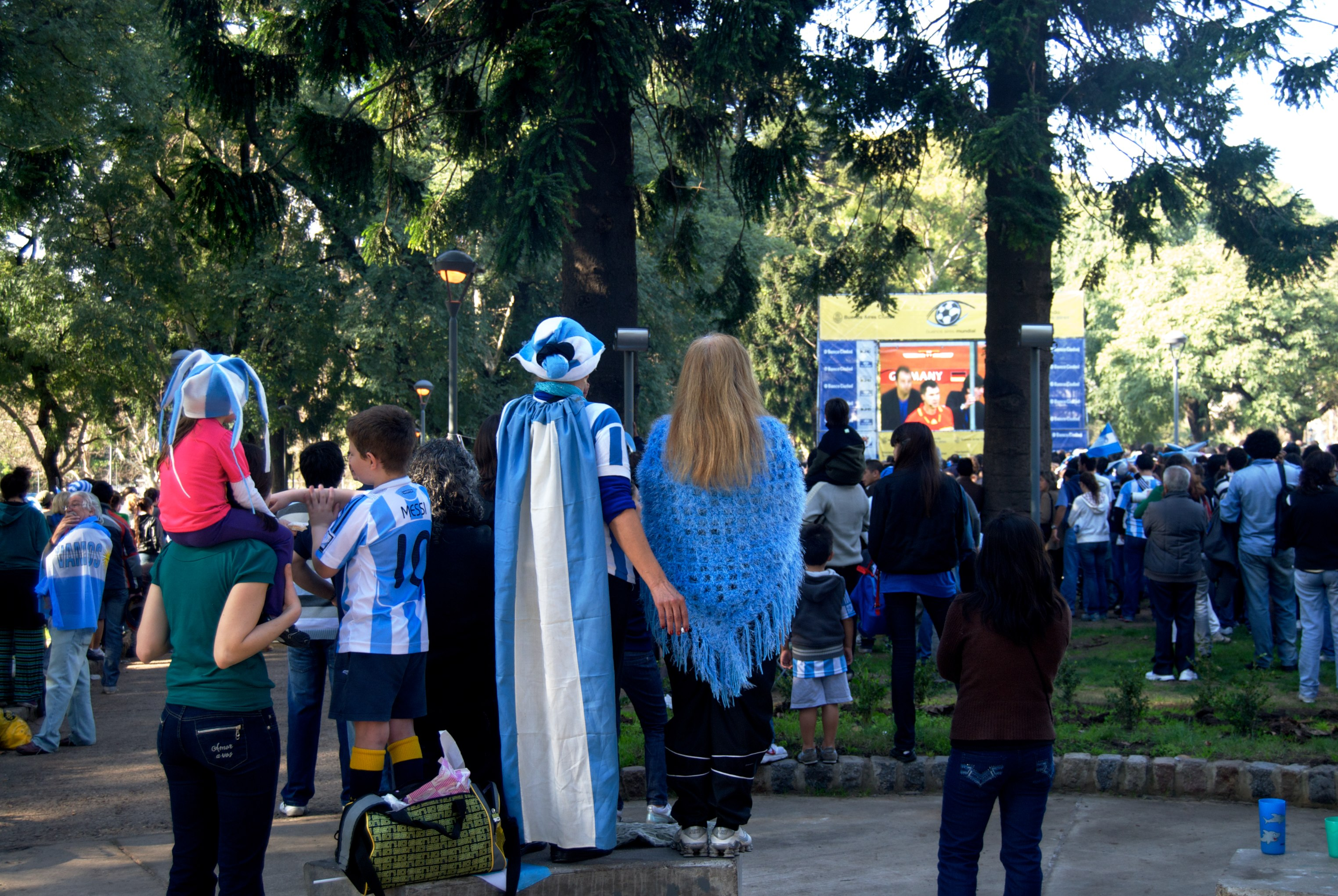
Supporters argentins en fan zone.

En Argentine, la défaite n'est pas seulement synonyme de tristesse et d'élimination, mais surtout d'humiliation face à son rival historique, l'Allemagne. Cette débâcle en Argentine est considérée comme la fin d'un cycle pour l'équipe d'Argentine sous la direction de Diego Maradona, dont le sort semble être scellé après le match contre l'Allemagne. Les journaux populaires en Argentine, comme le groupe de médias argentin Clarín, qui est considéré comme le journal le plus connu du pays, mettent l'accent sur plusieurs aspects négatifs concernant l'Argentine avant le match, notamment un encadrement limité et une mauvaise gestion de Diego Maradona, mais dont les résultats lors du premier tour et contre le Mexique ont masqué cette lacune de la sélection. Le journal argentin va même soutenir les propos de Bastian Schweinsteiger, selon lesquels les argentins sont arrogants, avant la rencontre,.

« L'illusion de chacun s'est vue couper les jambes par une raclée. »

— Titre du journal de Clarín après le match
Des tensions internes secouent l'équipe nationale argentine, opposant le président de la fédération Julio Grondona à Diego Maradona. Ce dernier a publiquement affirmé qu'après le match, Julio Grondona s'était déclaré très satisfait du travail effectué et avait exprimé son souhait de voir Diego Maradona poursuivre à la tête de l'équipe, en présence de témoins et de joueurs. Cependant, en interne, la fédération cherche déjà un successeur pour le poste d'entraîneur de l'équipe nationale. Les tensions ont pris une telle ampleur que la Présidente de la Nation argentine, Cristina Fernández de Kirchner, a apporté son soutien à Diego Maradona, tout en appelant à l'apaisement au sein de la fédération.

« Je suis très attristé (par le combat entre Maradona et Grondona . Je ne sais pas ce qui s'est passé là-bas. J'aimerais qu'il y ait un rapprochement entre les partis et que les choses puissent être recomposées. »

— Cristina Fernández de Kirchner - présidente de la Nation argentine 

### Dans le monde du football
Le match entre l'Argentine et l'Allemagne sur la scène internationale restera mémorable, autant pour le score surprenant que pour le départ de Diego Maradona après la Coupe du monde 2010. La plupart des journaux internationaux, tels que The Guardian au Royaume-Uni, L'Équipe en France ou encore Marca en Espagne, font l'éloge de l'équipe allemande tout en soulevant des interrogations concernant la sélection argentine. Après le match, à la suite de l'élimination de l'Argentine, considérée comme le favori pour la victoire, l'Allemagne est maintenant perçue comme le nouveau grand favori pour gagner la Coupe du monde 2010, tant par les médias internationaux que par les bookmakers,,.

« L'Argentine de Maradona, humiliée et ridiculisée. »

—  Titre du journal de Marca après le match

« L'irrépressible Allemagne dompte l'Argentine. »

—  Titre de l'UEFA après le match

« Conquérants et séduisants, les Allemands visent ouvertement le titre. »

—  Titre de France 24 après le match

« Le rouleau compresseur allemand écrase l'Argentine. »

—  Titre de la Radio télévision suisse après le match

« L'Allemagne écrase l'Argentine 4-0. »

—  Titre de Al Jazeera après le match

## «Le 3 juillet 2010»
Ce match entre l'équipe d'Argentine et l'équipe d'Allemagne en 2010 revêt plusieurs faits historiques. Tout d'abord, il marque la plus large défaite de l'Argentine en phase d'élimination directe lors d'une coupe du monde. En Allemagne, ce match était initialement une date mémorable pour le football allemand. Cependant, 4 ans plus tard, lors de la Coupe du monde 2014 (où l'Allemagne a remporté sa quatrième étoile), l'Allemagne a remporté un match historique contre un autre poids lourd du football sud-américain : le Brésil, sur le lourd score de 1-7, reléguant ainsi le match contre l'Argentine en 2010 à un rang moins prestigieux dans l'histoire du foot allemand. Pour l'Argentine, ce match Argentine-Allemagne de 2010 a également symboliquement marqué le dernier match de Diego Maradona à la tête de la sélection argentine.